# Ambre Antique
L'Ambre Antique est un parfum féminin créé en France par François Coty en 1905.

## Historique
l’Ambre gris est utilisé en parfumerie depuis l’Antiquité, il est progressivement remplacé par des molécules synthétiques. Pour celles ci, François Coty se fournissait au début du siècle chez plusieurs fabricants dont Samuelson qui produit la molécule d'ambréine présente dans l' Ambre Antique .

## Composition et notes
Composé autour des bases d’iralia et dianthine, l'Ambre Antique inaugure la famille olfactive des ambrés doux, avec des notes de tête de bergamote et de néroli, des notes de cœur d'héliotrope, jasmin, encens, labdanum, opoponax, violette et des notes de fond de musc, ambre gris, patchouli, civette et vanille.

## Flacon

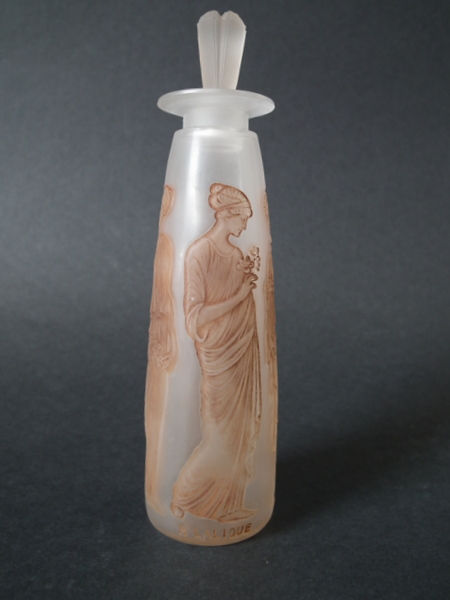
Flacon pour Ambre Antique créé par René Lalique.

François Coty regrette souvent l'aspect des flacons de parfums de l’époque, qu'il trouve sans originalité. Il fait bientôt appel à son voisin le joaillier, devenu verrier, René Lalique, qui conçoit un premier flacon pour le parfum l'Ambre Antique, puis en 1910 un flacon en verre moulé-soufflé patiné, décoré de quatre figures de vestales drapées, avec un bouchon en forme de pistil.
Ce flacon de parfum est la troisième collaboration de René Lalique avec le parfumeur François Coty. La rencontre entre les deux hommes marque un tournant dans la carrière de René Lalique, jusqu'alors reconnu pour son travail de joaillerie,.

## Postérité
L'Ambre Antique, qui donne son nom a une famille olfactive « ambré-oriental » est suivi en 1907 par Sillage  et en 1925, par Shalimar , tous deux de Jacques Guerlain.

## Conservation
L'Ambre Antique de Coty est discontinué en 1935, toutefois une réédition limitée du parfum et du flacon est proposée en 1995. 
La formule n’est plus commercialisée, mais conservée à l'Osmothèque, conservatoire des parfums.